# Płyta pilśniowa (album)
Płyta pilśniowa – debiutancki album studyjny polskiego zespołu Afro Kolektyw, wydany w 2001 roku nakładem oficyny T1-Teraz. Ostatnie nagranie zespołu jako duetu Afrojaxa i Nestora. Pomimo swojej oryginalności (muzyka wykonana w całości na żywych instrumentach, co stanowiło ówcześnie fenomen w polskim hip-hopie), nie miała w ogóle promocji, co przełożyło się na niską sprzedaż.
Płyta została od nowa zmiksowana do wydania wspólnej reedycji z albumem Czarno widzę pod tytułem Płyta pilśniowa/Czarno widzę.

## Lista utworów
1. „Bełgot obowiązuje w tej chwili” – 2:53
2. „Nikt tego nie wiedział” – 5:21
3. „Nienawidzę muzyki latynoskiej cz. I” – 1:19
4. „Smutny i nudny cz. I” – 4:58
5. „Smutny i nudny cz. II” – 5:15
6. „Nienawidzę muzyki latynoskiej cz. II” – 0:51
7. „Seksualna czekolada” – 4:26
8. „Realizator” – 0:35
9. „Opakowana rewolucja” – 3:37
10. „Kto rano wstaje” – 3:37
11. „Nasi wierni fani wydzwaniają do radia” – 0:39
12. „Karl Malone” – 5:17
13. „Transportem do pracy (dał mi kolega)” – 5:00
14. „Fais-moi le cul” – 1:32
15. „Dopsz bujam” – 4:19
16. „Czytaj z ruchu moich ust” – 5:22
17. „610” – 2:24
18. „Kopalnia niespodzianek: Styl wolny” – 2:03
19. „Kopalnia niespodzianek: Próba” – 0:36
20. „Kopalnia niespodzianek: Mów do mnie Negro” – 3:49
21. „Kopalnia niespodzianek: Utah Jazz” – 1:13
22. „Kopalnia niespodzianek: Impreza jest” – 3:09
23. „Kopalnia niespodzianek: Jamiro” – 1:11
24. „Kopalnia niespodzianek: Geszeft” – 3:18
25. „Kopalnia niespodzianek: Dopsz bujam (House remix)” – 2:08
26. „Kopalnia niespodzianek: Outro” – 1:16

## Twórcy
Na podstawie materiału źródłowego.
- Michał „Pan Bełgot/Afro Jax/Sadim/Gównogryzarka/doktor Emmett Brown” Hoffmann – wokal, słowa, gitara basowa, gitara elektryczna, instrumenty klawiszowe, automat perkusyjny, kompozycja, produkcja, miksowanie (1–14, 16–26)
- Paweł „Nestor” Rymsza – wokal, słowa, trąbka, sampler, wokal wspierający (12, 16), kompozycja (4), produkcja
- Dariusz Samoraj – inżynieria dźwięku (1–14, 16–26)
- Marek Domański – inżynieria dźwięku (1–14, 16–26)
- Adam Burzyński – mastering
- Urszula Hołub – głos, skrzypce, grafika okładki
- Jakub Raczyński – saksofon, kompozycja (13)
- Maciej „Ryba” Soliński – gitara akustyczna
- Aleksandra Szewera – flet
- Katarzyna Wiercińska – wokal wspierający
- Tadeusz Skotnicki – wokal wspierający
- Marek Kędziorek – inżynieria dźwięku (15)
- Tomasz „Magiera” Janiszewski – inżynieria dźwięku (15)
- Mikołaj „Noon” Bugajak – miksowanie (15)
- Łukasz Tazbir – głos
- „Bimbaj” – głos, wsparcie techniczne
- Jarosław Goławski – projekt okładki
- Agnieszka Rusinowska – wykonanie okładki
- Szczepan Kasiura – zdjęcia